# Leona (película mexicana)
Leona es una película mexicana de 2018, escrita y dirigida por Isaac Cherem, estrenada en el Festival Internacional de Cine de Morelia.

## Sinopsis
Ariela, una mujer judía, conoce a Iván, un joven que no es de la comunidad con quien comienza una relación secreta, lo que le permitirá abrirse más al mundo que conocía por las restricciones de su religión.

## Reparto
- Naian González Norvind como Ariela
- Christian Vázquez como Iván
- Carolina Politi como Estrella
- Daniel Adissi como Gabriel
- Margarita Sanz como Abuela
- Ana Kupfer como Rebeca
- Emma Dib como Liz
- Rodrigo Corea como Miguel
- Elías Fasja como Simón
- Ricardo Fastlicht como Moisés
- Adriana Llabres como Cordelia

## Premios y nominaciones
| Premio                                    | Categoría                         | Nominados                           | Resultado |
| ----------------------------------------- | --------------------------------- | ----------------------------------- | --------- |
| Festival Internacional de Cine de Morelia | Ojo a mejor largometraje mexicano | Leona                               | Nominado  |
| Festival Internacional de Cine de Morelia | Mejor actriz                      | Naian González Norvind              | Ganadora  |
| Premios Ariel                             | Mejor actriz                      | Naian González Norvind              | Nominada  |
| Premios Ariel                             | Mejor coactuación femenina        | Margarita Sanz                      | Nominada  |
| Premios Ariel                             | Mejor coactuación femenina        | Carolina Politi                     | Nominada  |
| Premios Ariel                             | Mejor guion original              | Isaac Cherem Naian Gónzalez Norvind | Nominados |
| Premios Ariel                             | Mejor ópera prima                 | Leona                               | Nominada  |
| Premios Ariel                             | Mejor vestuario                   | Ximena Guzmán                       | Nominada  |
| Premios Ariel                             | Mejor música original             | Jacobo Lieberman                    | Nominado  |